# Gino Rossi (piloto de bobsleigh)
Gino Rossi fue un deportista italiano que compitió en bobsleigh. Ganó una medalla de oro en el Campeonato Mundial de Bobsleigh de 1930, en la prueba cuádruple.

## Palmarés internacional
| Campeonato Mundial | Campeonato Mundial        | Campeonato Mundial | Campeonato Mundial |
| Año                | Lugar                     | Medalla            | Prueba             |
| ------------------ | ------------------------- | ------------------ | ------------------ |
| 1930               | Caux-sur-Montreux (Suiza) | Medalla de oro     | Cuádruple          |